# Gerhard Skiba
Gerhard Skiba, avstrijski politik, * 1947, † 15. marec 2019.
Skiba je bil leta 1989 izvoljen za župana mesta Braunau am Inn kot zastopnik Avstrijske socialno demokratske stranke. Do svetovne prepoznavnosti je prišel, ko je leta 1992 postavil na 1. Braunauskih dnevih sodobne zgodovine postavil spominski kamen za žrtve fašizma nasproti rojstne hiše Adolfa Hitlerja. 